# Direcció Adjunta Operativa de la Direcció General de la Policia d'Espanya
La Direcció Adjunta Operativa de la Direcció General de la Policia d'Espanya és una Unitat depenent de la Direcció General de la Policia d'Espanya, amb nivell orgànic de Sotsdirecció General.

## Funcions
La Direcció Adjunta Operativa de la Direcció General de la Policia d'Espanya té les següents funcions:
- Col·laboració amb la Direcció General de la Policia en la direcció, coordinació i supervisió de les unitats operatives supraterritorials i territorials
- Seguiment i control dels resultats dels programes operatius i la definició dels recursos humans i materials aplicables a aquests programes
- Col·laboració amb les policies d'altres països
- Oficina Central Nacional d'Interpol, la Unitat Nacional d'Europol i l'Oficina SIRENE

## Estructura
La Direcció Adjunta Operativa de la Direcció General de la Policia d'Espanya, com a responsable de la direcció, impuls i coordinació de les funcions policials operatives, té la següent estructura en el nivell central:
- Comissaria General d'Informació, amb les funcions de captació, recepció, tractament i desenvolupament de la informació d'interès per a l'ordre i la seguretat pública en l'àmbit de les funcions de la Direcció General de la Policia, així com la seua explotació o aprofitament operatiu, especialment en matèria antiterrorista, tant en l'àmbit nacional com en l'internacional.

- Comissaria General de Policia Judicial, amb les funcions d'investigació i persecució de les infraccions supraterritorials, especialment dels delictes relacionats amb les drogues, la delinqüència organitzada, econòmica, financera, tecnològica i el control dels jocs d'atzar. Així mateix, li correspon la direcció dels serveis encarregats de la investigació de delictes monetaris i els relacionats amb la moneda, així com la col·laboració amb els serveis corresponents del Banc d'Espanya en aquests assumptes.

- Comissaria General de Seguretat Ciutadana, amb les funcions d'organització i gestió de tot allò relatiu a la prevenció, manteniment i, en el seu cas, restabliment de l'ordre i la seguretat ciutadana; el control de les empreses i del personal de la seguretat privada; la vigilància dels espectacles públics, dins de l'àmbit de competència de l'Estat; i la protecció d'altes personalitats, edificis i instal·lacions que pel seu interès ho requereixin.

- Comissaria General d'Estrangeria i Fronteres, amb les funcions de control d'entrada i eixida del territori nacional d'espanyols i estrangers; la prevenció, persecució i investigació de les xarxes d'immigració il·legal; i, en general, el règim policial d'estrangeria, refugi i asil i immigració.

- Comissaria General de Policia Científica, amb les funcions de prestació dels serveis de criminalística, identificació, analítica i investigació tècnica, així com l'elaboració dels informes pericials i documentals que li siguen encomanats.

- Divisió de Cooperació Internacional, amb les funcions de direcció de la col·laboració i auxili a les policies d'altres països i la coordinació dels grups de treball en què participe la Direcció General de la Policia en l'àmbit de la Unió Europea i altres Institucions internacionals, i aspectes relacionats amb missions de suport a tercers països i personal policial que preste servei a l'estranger.